# 젤리피쉬 엔터테인먼트의 음반
이 부분의 목록은 젤리피쉬 엔터테인먼트에서 발매한 음반 목록이다.

## 2000년대
- 2007년 10월 19일 성시경 - [Digital Single] 한번 더 이별
- 2008년 4월 24일 성시경 - [Digital Single] 랩소디 Part.1[1]
- 2008년 6월 12일 성시경 - 여기,내 맘속에...
- 2008년 8월 14일 박학기 - [Digital Single] 비타민
- 2008년 10월 23일 성시경 - 여기,내 맘속에
- 2008년 11월 20일 박효신, 황 프로젝트 - [Digital Single] Hwang Project Vol.1 - Welcome To The Fantastic World
- 2008년 11월 24일 성시경 - 여기,내 맘속에 (Special Edition)
- 2009년 4월 20일 박효신 - The Gold[2]
- 2009년 4월 23일 김형중 - Polaroid
- 2009년 6월 17일 박학기 - [Digital Single] 4월 31일
- 2009년 9월 15일 박효신 - Gift - Part 1
- 2009년 10월 27일 서인국 - [Digital Single] 부른다
- 2009년 10월 30일 서인국 - [Digital Single] 달려와
- 2009년 12월 11일 김형중 - [Digital Single] Holiday

## 2010년대
- 2010년 1월 5일 리사 - [Digital Single] 우리 결혼할까?[3]
- 2010년 4월 1일 박효신 - [Digital Single] 경희를 내 품에[4]
- 2010년 5월 6일 서인국 - Just Beginning
- 2010년 6월 8일 김형중 - [Digital Single] Color Orange
- 2010년 8월 10일 서인국 - 애기야
- 2010년 8월 23일 박효신 - [Digital Single] 널 사랑한다 (아테나 - 전쟁의 여신 OST)[5]
- 2010년 9월 13일 박효신 - [Digital Single] 안녕 사랑아
- 2010년 9월 28일 성시경 - [Digital Single] 그대네요
- 2010년 11월 22일 서인국 - [Digital Single] Take
- 2010년 12월 2일 리사, 브라이언  - [Digital Single] 우린 친구가 될 수 없어
- 2010년 12월 6일 Jelly Christmas - [Digital Single] Jelly Christmas 2010
- 2010년 12월 13일 박효신 - Gift - Part 2
- 2010년 12월 27일 성시경 - [Digital Single] 너는 나의 봄이다 (시크릿 가든 OST Part.3)
- 2011년 2월 11일 견우 - [Digital Single] 애인만들기[6]
- 2011년 3월 28일 브라이언 - [Digital Single] Propose
- 2011년 3월 31일 서인국 - [Digital Single] BROKEN
- 2011년 4월 7일 브라이언 - Unveiled
- 2011년 5월 20일 성시경 - [Digital Single] 처음[7]
- 2011년 8월 10일 서인국 - [Digital Single] Shake It Up (서인국의 노래)
- 2011년 9월 7일 브라이언 - 보스를 지켜라 OST Part.8
- 2011년 9월 15일 성시경 - 처음
- 2011년 11월 15일 성시경 - 천일의 약속 OST Part.3
- 2011년 12월 2일 Jelly Christmas - [Digital Single] Jelly Christmas 2011
- 2011년 12월 14일 서인국 - [Digital Single] Take#1 - Vol.3
- 2012년 2월 1일 박효신 - [Digital Single] 나를 넘는다
- 2012년 3월 22일 박효신 - GIFT E.C.H.O
- 2012년 4월 12일 서인국 - Perfect Fit
- 2012년 5월 24일 빅스 - Super Hero
- 2012년 6월 14일 이석훈 - [Digital Single] Y.BIRD From Jellyfish With 이석훈
- 2012년 8월 14일 빅스 - Rock Ur Body
- 2012년 8월 28일 서인국 - 응답하라 1997 Love Story Part.1[8]
- 2012년 9월 4일 서인국 - 응답하라 1997 Love Story Part.2[9]
- 2012년 10월 4일 이석훈 - 다른 안녕
- 2012년 12월 6일 Jelly Christmas - [Digital Single] Jelly Christmas 2012 HEART PROJECT
- 2012년 12월 12일 이석훈 - 보고싶다 OST Part.4
- 2013년 1월 17일 빅스 - 다칠 준비가 돼 있어 (On and On)
- 2013년 1월 18일 이석훈 - 친구 아닌 남자로
- 2013년 2월 4일 서인국 - [Digital Single] Y.BIRD From Jellyfish With 서인국
- 2013년 4월 11일 서인국 - [Digital Single] 웃다 울다
- 2013년 4월 15일 이석훈 - [Digital Single] 황성제 Project 슈퍼히어로 1st Line Up[10]
- 2013년 5월 20일 빅스 - Hyde
- 2013년 5월 24일 이석훈 - [Digital Single] 오늘은 어제보다 괜찮았지
- 2013년 7월 31일 빅스 - Jekyll
- 2013년 9월 17일 서인국 - 주군의 태양 OST Part.7
- 2013년 10월 11일 빅스 - [Digital Single] Y.BIRD From Jellyfish With VIXX & OKDAL
- 2013년 10월 24일 켄 - 상속자들 OST Part.3[11]
- 2013년 11월 1일 성시경 - 응답하라 1994 OST Part.2
- 2013년 11월 8일 빅스 - [Digital Single] 대답은 너니까
- 2013년 11월 12일 박효신 - 미래의 선택 OST Part.4
- 2013년 11월 25일 빅스 - VOODOO
- 2013년 12월 2일 서인국 - [Digital Single] 이별남녀[12]
- 2013년 12월 10일 Jelly Christmas - [Digital Single] Jelly Christmas 2013
- 2014년 2월 12일 성시경 - 별에서 온 그대 OST Part.7
- 2014년 2월 14일 빅스 - [Digital Single] 듀스 20주년 헌정앨범 Part.7
- 2014년 2월 18일 서인국 - CS NUMBERS[13]
- 2014년 3월 28일 박효신 - [Digital Single] 야생화
- 2014년 5월 14일 서인국 - [Digital Single] 봄 타나봐 (BOMTANABA)
- 2014년 5월 27일 빅스 - ETERNITY
- 2014년 7월 2일 빅스 - Darkest Angels
- 2014년 7월 21일 서인국 - 고교처세왕 OST Part.4
- 2014년 8월 5일 레오 - [Digital Single] Y.BIRD From Jellyfish With LYn X LEO[14]
- 2014년 8월 7일 켄 - 운명처럼 널 사랑해 OST Part.5
- 2014년 10월 14일 빅스 - Error
- 2014년 11월 24일 박효신 - [Digital Single] HAPPY TOGETHER
- 2014년 12월 9일 성시경 - Winter Wonderland
- 2014년 12월 10일 빅스 - [Japan Digital Single] Error
- 2015년 2월 24일 빅스 - Boys` Record
- 2015년 4월 6일 박효신 - [Digital Single] Shine Your Light
- 2015년 6월 24일 켄 - [Digital Single] 빈틈[15]
- 2015년 7월 7일 빅스 - [China Single] Error
- 2015년 8월 17일 빅스 LR - Beautiful Liar
- 2015년 9월 9일 빅스 - [Japan Digital Single] Can`t Say
- 2015년 10월 30일 성시경 - [Digital Single] 연결의 신곡발표 프로젝트[16]
- 2015년 11월 10일 빅스 - Chained Up
- 2015년 12월 15일 Jelly Christmas - [Digital Single] Jelly Christmas 2015 - 4랑
- 2015년 12월 17일 김세정, 강미나, 김나영 - [Digital Single] PICK ME[17]
- 2016년 1월 4일 라비 - [Digital Single] Where Should I Go[18]
- 2016년 1월 18일 빅스 - 무림학교 OST Part.1[19]
- 2016년 1월 21일 라비 - [Digital Single] Ox[20]
- 2016년 1월 27일 빅스 - Depend on me
- 2016년 2월 1일 빅스 - 무림학교 OST Part.2[21]
- 2016년 2월 5일 라비 - [Digital Single] Good Girls[22]
- 2016년 2월 22일 켄 - 무림학교 OST Part.4[23]
- 2016년 2월 23일 라비 - [Digital Single] Move[24]
- 2016년 3월 8일 서인국 - [Digital Single] 너 라는 계절
- 2016년 3월 12일 라비 - R.EBIRTH
- 2016년 3월 19일 김세정,강미나,김나영 - 35 Girls 5 Concepts[25]
- 2016년 4월 5일 김세정,강미나 - Crush[26]
- 2016년 4월 19일 빅스 - Zelos
- 2016년 4월 22일 켄 - [Digital Single] 듀엣가요제 3회[27]
- 2016년 4월 29일 빅스 - [Japan Digital Single] 花風
- 2016년 4월 29일 켄 - [Digital Single] 듀엣가요제 4회[28]
- 2016년 5월 6일 켄 - [Digital Single] 듀엣가요제 5회[29]
- 2016년 5월 13일 켄 - [Digital Single] 듀엣가요제 6회[30]
- 2016년 6월 1일 박효신 - THE GOLD (Original Recording Remastered)
- 2016년 6월 8일 박윤하 - [Digital Single] Jelly Box 여름밤 피크닉 박윤하X유승우[31]
- 2016년 6월 28일 구구단 - Act.1 The Little Mermaid
- 2016년 7월 14일 라비 - [Digital Single] Jelly Box DamnRa Ravi
- 2016년 8월 12일 빅스 - Hades
- 2016년 9월 7일 엔 - W OST Part.9[32]
- 2016년 9월 14일 성시경 - 구르미 그린 달빛 OST Part.5
- 2016년 9월 20일 레오 - [Digital Single] 그뿐야[33]
- 2016년 9월 27일 라비 - [Digital Single] Who are U?
- 2016년 10월 3일 박효신 - I am A Dreamer
- 2016년 10월 11일 성시경 - [Digital Single] 강승원 1집 만들기 프로젝트 Part.4:안드로메다[34]
- 2016년 10월 31일 빅스 - Kratos
- 2016년 11월 21일 빅스 - VIXX 2016 CONCEPTION KER Special Package
- 2016년 11월 23일 김세정 - [Digital Single] 꽃길
- 2016년 11월 30일 해빈 -  낭만닥터 김사부 OST Part.2
- 2016넌 12월 8일 성시경 - 푸른 바다의 전설 OST Part.5
- 2016년 12월 13일 Jelly Christmas - [Digital Single] Jelly Christmas 2016
- 2016년 12월 22일 켄 - 푸른 바다의 전설 OST Part.7
- 2016년 12월 28일 서인국 - [Digital Single] Bebe
- 2017년 1월 4일 라비 - [Digital Single] 나홀로 집에[35]
- 2017년 1월 6일 박윤하 - 푸른 바다의 전설 OST Part.9
- 2017년 1월 9일 라비 - REAL1ZE
- 2017년 1월 12일 김세정 - 푸른 바다의 젼설 OST Part.10
- 2017년 2월 11일 서인국 - 내일 그대와 OST Part.1
- 2017년 2월 27일 구구단 - Act.2 Narcissus
- 2017년 3월 9일 윤희석 - [Digital Single] 나야 나 (PICK ME)[36]
- 2017년 3월 27일 서인국 - [Digital Single] 함께 걸어
- 2017년 4월 21일 빅스 - 맨투맨 OST Part.1
- 2017년 5월 6일 윤희석 - [Digital Single] 나야 나 (PICK ME) (Piano Ver.)[36]
- 2017년 5월 15일 빅스 - 桃源境 (도원경)
- 2017년 5월 31일 구구단 - [Digital Single] Story About:썸,한달 Episode 1
- 2017년 6월 7일 구구단 - [Digital Single] Story About:썸,한달 Episode 2[37]
- 2017년 6월 14일 구구단 - [Digital Single] Story About:썸,한달 Episode 3[38]
- 2017년 6월 21일 구구단 - [Digital Single] Story About:썸,한달 Episode 4[39]
- 2017년 6월 28일 구구단 - [Digital Single] Story About:썸,한달 Episode 5[40]
- 2017년 7월 17일 구구단 - 학교 2017 OST Part.1
- 2017년 8월 10일 구구단 오구오구 - [Digital Single] ICE CHU
- 2017년 8월 28일 빅스 LR - Whisper
- 2017년 10월 10일 구구단 - 20세기 소년소녀 OST Part.2
- 2017년 10월 13일 김세정 - [Digital Single] 별빛이 피면[41]
- 2017년 10월 17일 해빈 - 이번 생은 처음이라 OST Part.2
- 2017년 10월 31일 성시경 - [Digital Single] 나의 밤 나의 너
- 2017년 11월 8일 구구단 - [Digital Single] Act.3 Chococo Factory
- 2017년 11월 16일 성시경 - [Digital Single] 뻔한 이별[42]
- 2018년 1월 5일 라비 - R.EBIRTH 2016
- 2018년 1월 15일 구구단 - [Digital Single] 투유 프로젝트 - 슈가맨2 Part.1[43]
- 2018년 1월 21일 하나 - 애간장 OST Part.3
- 2018년 1월 22일 라비 - NIRVANA
- 2018년 2월 1일 구구단 - [Digital Single] Act.4 Cait Sith
- 2018년 2월 2일 엔 - [Digital Single] 선인장
- 2018년 2월 9일 박윤하 - [Digital Single] 나를 찾아줘
- 2018년 3월 13일 해빈 - 라디오로맨스 OST Part.6
- 2018년 4월 6일 박윤하 - [Digital Single] 지는 겨울
- 2018년 4월 17일 빅스 - Eau De Vixx
- 2018년 5월 28일 레오,세정 - [Digital Single] 2018 축구국가대표팀 응원앨범 `We, the Reds`[44]
- 2018년 6월 4일 빅스 - 너도 인간이니 OST Part.1
- 2018년 6월 14일 박윤하 - [Digital Single] 어쩔 수 없어
- 2018년 6월 19일 라비 - 파블로프의 개
- 2018년 6월 26일 라비 - K1tchen
- 2018년 7월 10일 구구단 세미나 - [Digital Single] 샘이나
- 2018년 7월 31일 레오 - CANVAS
- 2018년 8월 7일 켄 - 두부의 의인화 OST Part.2
- 2018년 8월 15일 켄 - [Digital Single] 김형석 with Friends Pop & Pop Collaboration #1 Ken(VIXX) X Bicha
- 2018년 8월 31일 라비 - [Digital Single] ADORABLE
- 2018년 9월 16일 김세정 - 미스터 션샤인 OST Part.13
- 2018년 9월 21일 베리베리 - 지금부터 베리베리해 OST
- 2018년 10월 2일 레오 - [Digital Single] 있는데 없는 너
- 2018년 11월 6일 구구단 - Act.5 New Action
- 2018년 11월 20일 강미나 - 계룡선녀전 OST Part.2
- 2018년 12월 10일 켄 - 복수가 돌아왔다 OST Part.1
- 2018년 12월 26일 엔 - 붉은달 푸른해 OST Part.4
- 2019년 1월 2일 해빈 - 붉은 달 푸른 해 OST Part.5
- 2019년 1월 9일 베리베리 - VERI-US
- 2019년 1월 12일 혁 - [Digital Single] Boy with a star
- 2019년 2월 1일 빅스 - [Digital Single] 걷고 있다
- 2019년 2월 8일 혁 - 해피투게더 OST
- 2019년 2월 18일 라비 - [Digital Single] LIVE
- 2019년 2월 19일 레오 - [Digital Single] FEEL LOVE
- 2019년 3월 5일 라비 - R.OOK BOOK
- 2019년 3월 21일 김민규, 최준성 - [Digital Single] _지마 (X1-MA)[45]
- 2019년 3월 22일 홍빈 - 리갈하이 OST Part.6
- 2019년 4월 11일 라비 - [Digital Single] BLOSSOM[46]
- 2019년 4월 24일 베리베리 - VERI-ABLE
- 2019년 5월 11일 혁 - [Digital Single] If Only
- 2019년 6월 5일 레오 - [Digital Single] The Flower
- 2019년 6월 17일 레오 - Muse
- 2019년 6월 18일 장혜진 - [Digital Single] 술이 문제야[47]
- 2019년 6월 29일 엔 - [Digital Single] 투닥투닥
- 2019년 7월 10일 홍빈 - [Digital Single] COOL LOVE[48]
- 2019년 7월 12일 장혜진 - 평일 오후 세시의 연인 OST Part.1
- 2019년 7월 17일 혁 - [Digital Single] Way To You
- 2019년 7월 31일 베리베리 - [Digital Single] VERI-CHILL
- 2019년 9월 19일 빅스 - [Digital  Single] PARALLEL
- 2019년 9월 25일 혁 - 위대한 쇼 OST Part.3
- 2019년 10월 1일 해빈 - 위대한 쇼 OST Part.4
- 2019년 10월 30일 혁 - [Digital Single] 너의 밤은 아프지 않기를
- 2019년 11월 10일 레오 - [Digital Single] All Of Me
- 2019년 11월 22일 하나 - 연남동 패밀리 OST Part.1
- 2019년 12월 1일 레오 - [Digital Single] 12월 꿈의 밤
- 2019년 12월 2일 김세정 - [Digital Single] Dingo X 세정
- 2019년 12월 18일 혁 - 겨울나비

## 2020년대
- 2020년 1월 7일 베리베리 - FACE ME
- 2020년 1월 31일 장혜진 - [Digital Single] 이별에게 졌나 봐
- 2020년 2월 1일 김세정 - 사랑의 불시착 OST Part.8
- 2020년 2월 29일 베리베리 - 이태원 클라쓰 OST Part.9
- 2020년 3월 17일 김세정 - 화분
- 2020년 4월 26일 장혜진 - 화양연화 - 삶이 꽃이 되는 순간 OST Part.1
- 2020년 5월 6일 켄 - [Digital Single] 견뎌야 하는 우리에게[49]
- 2020년 5월 20일 켄 - 인사
- 2020년 5월 22일 베리베리 - [Digital Single] 로드 투 킹덤 《왕의 노래》 Part.2
- 2020년 5월 23일 임슬옹 - 한 번 다녀왔습니다 OST Part.2
- 2020년 6월 3일 장혜진 - [Digital Single] 서쪽 바다[50]
- 2020년 6월 12일 베리베리 - [Digital Single] Beautiful-x[51]
- 2020년 6월 16일 임슬옹 - [Digital Single] 여자사람 친구[52]
- 2020년 7월 1일 베리베리 - FACE YOU
- 2020년 7월 4일 켄 - [Digital Single] 하나하나 세어본다
- 2020년 7월 24일 장혜진 - 우아한 친구들 OST Part.3
- 2020년 8월 17일 김세정 - [Digital Single] Whale
- 2020년 10월 13일 베리베리 - FACE US
- 2020년 10월 13일 김세정 - 청춘기록 OST Part.9
- 2020년 11월 3일 베리베리 - [Digital Single] G.B.T.B. Remix : VOL.1
- 2020년 12월 19일 장혜진 - [Digital Single] Unfinished Job Part.1[53]
- 2020년 12월 20일 김세정 - 경이로운 소문 OST Part.2
- 2020년 12월 22일 혁 - [Digital Single] 동백꽃[54]
- 2021년 2월 11일 임슬옹 - [Digital Single] 내가 더 많이 널 사랑해서 (바니와 오빠들 X 임슬옹)
- 2021년 3월 2일 베리베리 - [Digital Single] SERIES 'O' ROUND 1 : HALL
- 2021년 3월 6일 장혜진 - 타임즈 OST Part.3
- 2021년 3월 29일 김세정 - I'm
- 2021년 7월 23일 김세정 - [Digital Single] Baby I Love U
- 2021년 8월 23일 베리베리 - SERIES 'O' [ROUND 2 : HOLE]
- 2021년 11월 2일 레오 - [Digital Single] 남아있어
- 2021년 11월 15일 김민규 - IDOL (아이돌:The Coup) OST Part.2[55]
- 2021년 11월 22일 장혜진 - RE:main
- 2021년 12월 13일 김민규 - IDOL (아이돌:The Coup) OST Part.6[56]
- 2022년 1월 5일 손참치 - [Digital Single] [Tuna Factory] Product 1 - 몽유 (夢遊)
- 2022년 1월 6일 연호 - 소녀의 세계 2 OST Part.2
- 2022년 1월 15일 장혜진 - [Digital Single] [Vol.120] 유희열의 스케치북 With you : 일흔 아홉번째 목소리 '유스케 X 장혜진'
- 2022년 1월 22일 장혜진 - [Digital Single] [Vol.121] 유희열의 스케치북 With you : 일흔 아홉번째 목소리 '유스케 X 장혜진'
- 2022년 2월 4일 임슬옹 - [Digital Single] 대낯에 한 이별[57]
- 2022년 2월 19일 손참치 - [Digital Single] [Tuna Factory] Product 2 - Fiancée
- 2022년 3월 23일 베리베리 - [Digital Single] SERIES 'O' [ROUND 0 : WHO]
- 2022년 3월 29일 손참치 - [Digital Single] [Tuna Factory] Product 3 - IWTYFAR
- 2022년 4월 5일 김세정 - 사내맞선 OST
- 2022년 4월 25일 베리베리 - SERIES 'O' [ROUND 3 : WHOLE]
- 2022년 4월 28일 손참치 - [Digital Single] [Tuna Factory] Product 4 - 응
- 2022년 5월 28일 손참치 - [Digital Single] [Tuna Factory] Product 5 - 난
- 2022년 6월 22일 베리베리 - [Japan Digital Single] Undercover (Japanese ver.)
- 2022년 7월 26일 손참치 - [Digital Single] [Tuna Factory] Product 6 - 금
- 2022년 8월 23일 레오 - Piano Man Op.9
- 2022년 11월 10일 켄 - 일당백집사 OST Part.3
- 2022년 11월 14일 베리베리 - [Digital Single] Liminality - EP.LOVE
- 2022년 11월 25일 레오 - 펜스 밖은 해피엔딩 OST Part.1
- 2023년 1월 3일 빅스 - [Digital Single] Gonna Be Alright
- 2023년 4월 29일 손참치 - [Digital Single] [Tuna Factory] Product 7 - 3lue
- 2023년 5월 6일 연호 - 나의 X같은 스무살 OST Part.3
- 2023년 5월 14일 장혜진 - [Digital Single] 그날 밤
- 2023년 5월 16일 베리베리 - Liminality - EP.DREAM
- 2023년 5월 30일 손참치 - [Digital Single] [Tuna Factory] Product 8 - Puzzle
- 2023년 6월 26일 손참치 - [Digital Single] [Tuna Factory] Product 9 - Moonlight
- 2023년 7월 20일 장혜진 - [Digital Single] 이별이 서툴러서
- 2023년 8월 13일 김세정 - 경이로운 소문2: 카운터 펀치 OST Part.2
- 2023년 9월 4일 김세정 - 문(門)
- 2023년 9월 19일 EVNNE - Target: ME
- 2023년 10월 30일 장혜진 - [Digital Single] 가슴 아파도 (웹툰 '선녀외전' X 장혜진)
- 2023년 11월 21일 빅스 - CONTINUUM
- 2024년 1월 22일 EVNNE - Un: SEEN
- 2024년 3월 31일 손참치 - [Digital Single] Chemical
- 2024년 4월 17일 EVNNE - [Digital Single] Ugly (Will Not Fear Remix)[58]
- 2024년 6월 17일 EVNNE - RIDE or DIE
- 2024년 8월 7일 EVNNE - [Digital Single] Badder Love (MINDA Remixes)[59]
- 2024년 9월 19일 EVNNE - [Digital Single] Trouble (Arcon Remix)[60]
- 2024년 11월 5일 EVNNE - [Japan Digital Single] 景色 (KESHIKI)
- 2024년 12월 3일 김세정 - 취하는 로맨스 OST Part.10
- 2024년 12월 21일 손참치 - [Digital Single] 숨은 별
- 2025년 2월 10일 EVNNE - HOT MESS
- 2025년 4월 1일 EVNNE - [Digital Single] HOT MESS (Remixes)
- 2025년 4월 11일 최여원 - [Digital Single] 나랑 놀자
- 2025년 8월 4일 EVNNE - LOVE ANECDOTE(S)